# Campaea
Campaea is een geslacht van vlinders uit de familie van de spanners (Geometridae) en de onderfamilie Ennominae.

## Soorten
- Campaea biseriata Moore, 1888
- Campaea honoraria (Denis & Schiffermüller, 1775) – Eikentak
- Campaea margaritaria Linnaeus, 1761 – Appeltak
- Campaea parallela Wehrli, 1936
- Campaea perlata Guenée, 1858
- Campaea similaria Leech